# Paraconexibacter antarcticus
Paraconexibacter antarcticus es una especie de bacteria del género Paraconexibacter. Fue descrita en el año 2022. Su etimología hace referencia a la Antártida. Se tiñe como gramnegativa, siendo una excepción del filo Actinomycetota. Es aerobia, inmóvil y con cápsula. Tiene un tamaño de 0,4-0,6 μm de diámetro, con forma esférica. Forma colonias circulares, rugosas, mates y blancas en agar R2A tras 5 días de incubación. No crece en agar TSB ni BHA. Temperatura de crecimiento entre 4-35 °C, óptima de 28-30 °C. Catalasa positiva y oxidasa negativa. Es sensible a los antibióticos: gentamicina, amikacina, ampicilina, amoxicilina, ciprofloxacino, cloranfenicol, eritromicina, ceftriaxona, ceftazidima, tobramicina, penicilina, vancomicina y nitrofurantoina. Resistente a cotrimoxazol y ácido nalidíxico. Tiene un contenido de G+C de 72,9%. Se ha aislado del suelo en las colinas de Laserman, Antártida. 